# Persone di cognome Koch
| Questa pagina contiene informazioni ricavate automaticamente dalle voci biografiche con l'ausilio del template Bio e di un bot. L'aggiornamento è periodico e automatico e ricostruisce completamente la pagina. Se manca una persona in questa lista, sei pregato di non aggiungerla, ma accertati piuttosto che la sua voce biografica contenga il template Bio e che i dati anagrafici siano correttamente compilati. Se il template Bio manca, inseriscilo tu stesso o, in alternativa, metti l'avviso {{tmp\|Bio}} che ne segnala la mancanza. Se i dati riportati sono sbagliati, correggi direttamente la voce biografica; le modifiche saranno visibili in questa lista entro pochi giorni. Per chiarimenti vedi il progetto antroponimi. La lista contiene solo le 90 persone che sono citate nell'enciclopedia e per le quali è stato implementato correttamente il template Bio. Pagina aggiornata al 7 ago 2025. |

Questa è una lista di persone presenti nell'enciclopedia che hanno il cognome Koch, suddivise per attività principale.

## Allenatori di calcio(3)
- Alan Koch, allenatore di calcio e ex calciatore sudafricano (Durban, n. 1975)
- Georg Koch, allenatore di calcio e ex calciatore tedesco (Bergisch Gladbach, n. 1972)
- Julian Koch, allenatore di calcio e ex calciatore tedesco (Schwerte, n. 1990)

## Aracnologi(1)
- Ludwig Carl Christian Koch, aracnologo tedesco (Ratisbona, n. 1825 - Norimberga, † 1908)

## Architetti(1)
- Gaetano Koch, architetto italiano (Roma, n. 1849 - Roma, † 1910)

## Arcivescovi cattolici(1)
- Heiner Koch, arcivescovo cattolico tedesco (Düsseldorf, n. 1954)

## Artisti marziali misti(1)
- Erik Koch, artista marziale misto statunitense (Cedar Rapids, n. 1988)

## Astronomi(1)
- Bernd Koch, astronomo tedesco (n. 1955)

## Attori(5)
- Alexander Koch, attore statunitense (Grosse Pointe Park, n. 1988)
- Cooper Koch, attore statunitense (Los Angeles, n. 1996)
- Samuel Koch, attore tedesco (Neuwied, n. 1987)
- Sebastian Koch, attore tedesco (Karlsruhe, n. 1962)
- Wolfram Koch, attore tedesco (Parigi, n. 1962)

## Attrici(1)
- Marianne Koch, attrice tedesca (Monaco di Baviera, n. 1931)

## Botanici(2)
- Karl Heinrich Koch, botanico tedesco (Ettersberg, n. 1809 - Berlino, † 1879)
- Karl Koch, botanico tedesco (Osnabrück, n. 1875 - Osnabrück, † 1964)

## Calciatori(9)
- Fabian Koch, calciatore austriaco (Rum, n. 1989)
- Harry Koch, ex calciatore tedesco (Bamberga, n. 1969)
- Harry Koch, calciatore svizzero (Rüti, n. 1930 - Küsnacht, † 2012)
- Menno Koch, calciatore olandese (Heeze-Leende, n. 1994)
- Peter Koch, ex calciatore tedesco (Francoforte sul Meno, n. 1950)
- Philippe Koch, ex calciatore svizzero (Jegenstorf, n. 1991)
- Raphael Koch, ex calciatore svizzero (Emmen, n. 1990)
- Robin Koch, calciatore tedesco (Kaiserslautern, n. 1996)
- Tobias Koch, calciatore austriaco (Eisenstadt, n. 2001)

## Cantanti(1)
- Mariza Koch, cantante greca (Atene, n. 1944)

## Cardinali(1)
- Kurt Koch, cardinale e arcivescovo cattolico svizzero (Emmenbrücke, n. 1950)

## Cestisti(5)
- J.R. Koch, ex cestista statunitense (Peoria, n. 1976)
- Adam Koch, ex cestista statunitense (Ashwaubenon, n. 1988)
- Florian Koch, cestista tedesco (Bonn, n. 1992)
- Michael Koch, ex cestista e allenatore di pallacanestro tedesco (Lich, n. 1966)
- Tim Koch, cestista tedesco (Ölbronn-Dürrn, n. 1989)

## Chitarristi(1)
- Greg Koch, chitarrista statunitense (Milwaukee, n. 1966)

## Cicliste su strada(1)
- Franziska Koch, ciclista su strada tedesca (Mettmann, n. 2000)

## Ciclisti su strada(2)
- Jonas Koch, ciclista su strada tedesco (Schwäbisch Hall, n. 1993)
- Michel Koch, ex ciclista su strada tedesco (Wuppertal, n. 1991)

## Combinatisti nordici(1)
- Fritz Koch, ex combinatista nordico e saltatore con gli sci austriaco (Villach, n. 1956)

## Compositori(2)
- Friedrich Koch, compositore e violoncellista tedesco (Berlino, n. 1862 - Berlino, † 1927)
- Peter Koch, compositore tedesco (Osnabrück, n. 1925 - Osnabrück, † 2013)

## Costumiste(1)
- Norma Koch, costumista statunitense (n. 1898 - † 1979)

## Criminali(1)
- Ilse Koch, criminale di guerra tedesca (Dresda, n. 1906 - Aichach, † 1967)

## Discoboli(1)
- Desmond Koch, discobolo statunitense (Contea di Lincoln, n. 1932 - Los Angeles, † 1991)

## Entomologi(1)
- Carl Ludwig Koch, entomologo e aracnologo tedesco (Kusel, n. 1778 - Norimberga, † 1857)

## Fondisti(1)
- Bill Koch, ex fondista statunitense (Brattleboro, n. 1955)

## Generali(1)
- Rudolf Koch-Erpach, generale tedesco (Monaco di Baviera, n. 1886 - Bad Boll, † 1971)

## Geologi(1)
- Lauge Koch, geologo e esploratore danese (Kalundborg, n. 1892 - Copenaghen, † 1964)

## Germaniste(1)
- Ludovica Koch, germanista e traduttrice italiana (Roma, n. 1941 - Copenaghen, † 1993)

## Giavellottiste(1)
- Beate Koch, ex giavellottista tedesca (Jena, n. 1967)

## Giocatori di football americano(2)
- Pete Koch, ex giocatore di football americano e attore statunitense (New Hyde Park, n. 1962)
- Sam Koch, ex giocatore di football americano statunitense (York, n. 1982)

## Hacker(1)
- Karl Koch, hacker tedesco (Hannover, n. 1965 - Ohof, † 1989)

## Hockeisti su ghiaccio(1)
- Thomas Koch, hockeista su ghiaccio austriaco (Klagenfurt, n. 1983)

## Imprenditori(1)
- David Koch, imprenditore e politico statunitense (Wichita, n. 1940 - Southampton, † 2019)

## Informatici(1)
- Werner Koch, programmatore e informatico tedesco (Düsseldorf, n. 1961)

## Medici(4)
- Daniel Koch, medico e epidemiologo svizzero (n. 1955)
- Robert Koch, medico, batteriologo e microbiologo tedesco (Clausthal-Zellerfeld, n. 1843 - Baden-Baden, † 1910)
- Wilhelm Daniel Joseph Koch, medico e botanico tedesco (Kusel, n. 1771 - Erlangen, † 1849)
- William Frederick Koch, medico e imprenditore statunitense (n. 1885 - † 1967)

## Militari(5)
- Hagen Koch, militare e cartografo tedesco (Dessau, n. 1940)
- Hans Koch, militare tedesco (Tangerhütte, n. 1912 - Danzica, † 1955)
- Johan Peter Koch, ufficiale e esploratore danese (Vestenskov, n. 1870 - Copenaghen, † 1928)
- Karl Otto Koch, militare tedesco (Darmstadt, n. 1897 - Buchenwald, † 1945)
- Pietro Koch, militare e poliziotto italiano (Benevento, n. 1918 - Roma, † 1945)

## Naturalisti(1)
- Carl Koch, naturalista e geologo tedesco (Heidelberg, n. 1827 - Wiesbaden, † 1882)

## Neuroscienziati(1)
- Christof Koch, neuroscienziato statunitense (Kansas City, n. 1956)

## Nuotatori(1)
- Marco Koch, nuotatore tedesco (Darmstadt, n. 1990)

## Pattinatrici artistiche su ghiaccio(1)
- Inge Koch, pattinatrice artistica su ghiaccio tedesca

## Pittori(1)
- Joseph Anton Koch, pittore austriaco (Elbigenalp, n. 1768 - Roma, † 1839)

## Poeti(1)
- Kenneth Koch, poeta, sceneggiatore e romanziere statunitense (Cincinnati, n. 1925 - New York, † 2002)

## Politici(3)
- Ed Koch, politico e avvocato statunitense (New York, n. 1924 - New York, † 2013)
- Erich Koch, politico tedesco (Elberfeld, n. 1896 - Barczewo, † 1986)
- Roland Koch, politico tedesco (Francoforte sul Meno, n. 1958)

## Presbiteri(1)
- Eduard Ignaz Koch, presbitero tedesco (n. 1821 - † 1875)

## Produttori cinematografici(2)
- Hawk Koch, produttore cinematografico statunitense (Los Angeles, n. 1945)
- Howard W. Koch, produttore cinematografico, regista e produttore televisivo statunitense (New York, n. 1916 - Los Angeles, † 2001)

## Registi(1)
- Carl Koch, regista tedesco (Nümbrecht, n. 1892 - Barnet, † 1963)

## Religiosi(1)
- Otto Gustav Koch, religioso e storico tedesco (Gotha, n. 1849 - Tröchtelborn, † 1919)

## Rugbisti a 15(1)
- Vincent Koch, rugbista a 15 sudafricano (Empangeni, n. 1990)

## Saltatori con gli sci(1)
- Martin Koch, ex saltatore con gli sci austriaco (Villaco, n. 1982)

## Sceneggiatrici(1)
- Giovanna Koch, sceneggiatrice e conduttrice radiofonica italiana (Roma, n. 1949)

## Schermidori(2)
- Alexander Koch, ex schermidore tedesco (Bonn, n. 1969)
- Máté Koch, schermidore ungherese (Budapest, n. 1999)

## Sciatori alpini(1)
- Michael Koch, ex sciatore alpino austriaco

## Scrittori(2)
- Christopher Koch, scrittore australiano (Hobart, n. 1932 - Hobart, † 2013)
- Herman Koch, scrittore e attore olandese (Arnhem, n. 1953)

## Socialite(1)
- Julia Koch, socialite e filantropa statunitense (Indianola, n. 1962)

## Tennisti(1)
- Thomaz Koch, ex tennista brasiliano (Porto Alegre, n. 1945)

## Tipografi(1)
- Rudolf Koch, tipografo, insegnante e calligrafo tedesco (Norimberga, n. 1876 - † 1934)

## Senza attività specificata(2)
- Julius Koch, tedesco (Reutlingen, n. 1872 - Mons, † 1902)
- Lucien Koch, ex snowboarder svizzero (Wildhaus, n. 1996)